# Distretto di Morena
Il distretto di Morena è un distretto del Madhya Pradesh, in India, di 1 587 264 abitanti. È situato nella divisione di Chambal e il suo capoluogo è Morena.